# St. Bartholomäus (Verne)

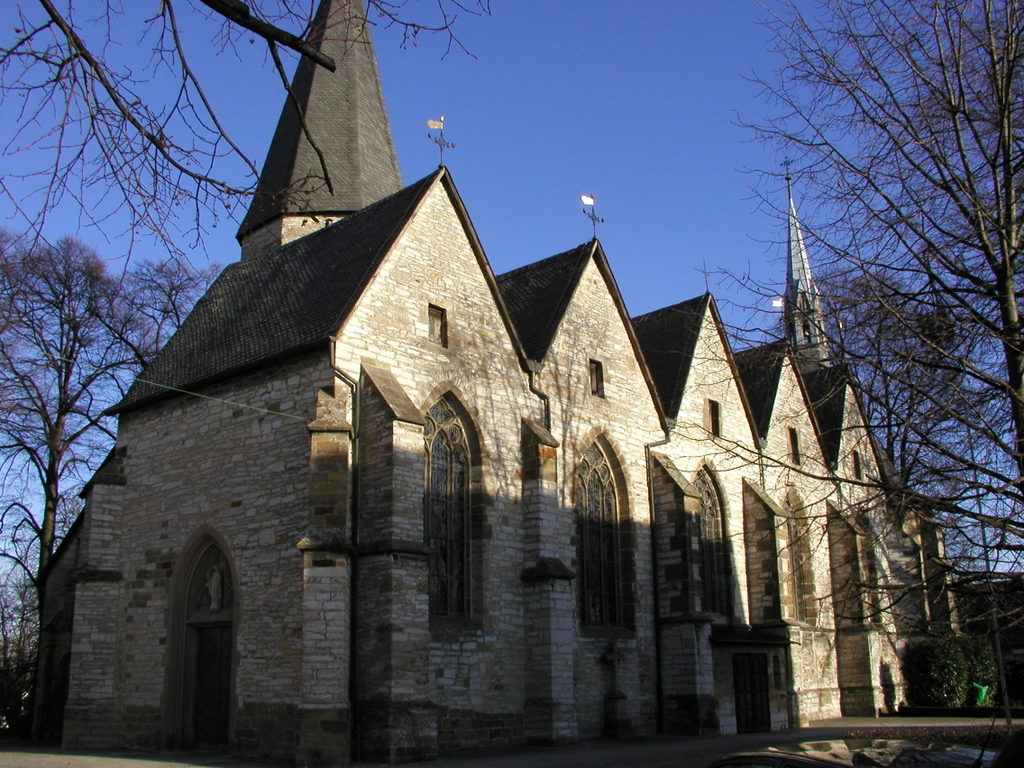
Die Pfarr- und Wallfahrtskirche St. Bartholomäus

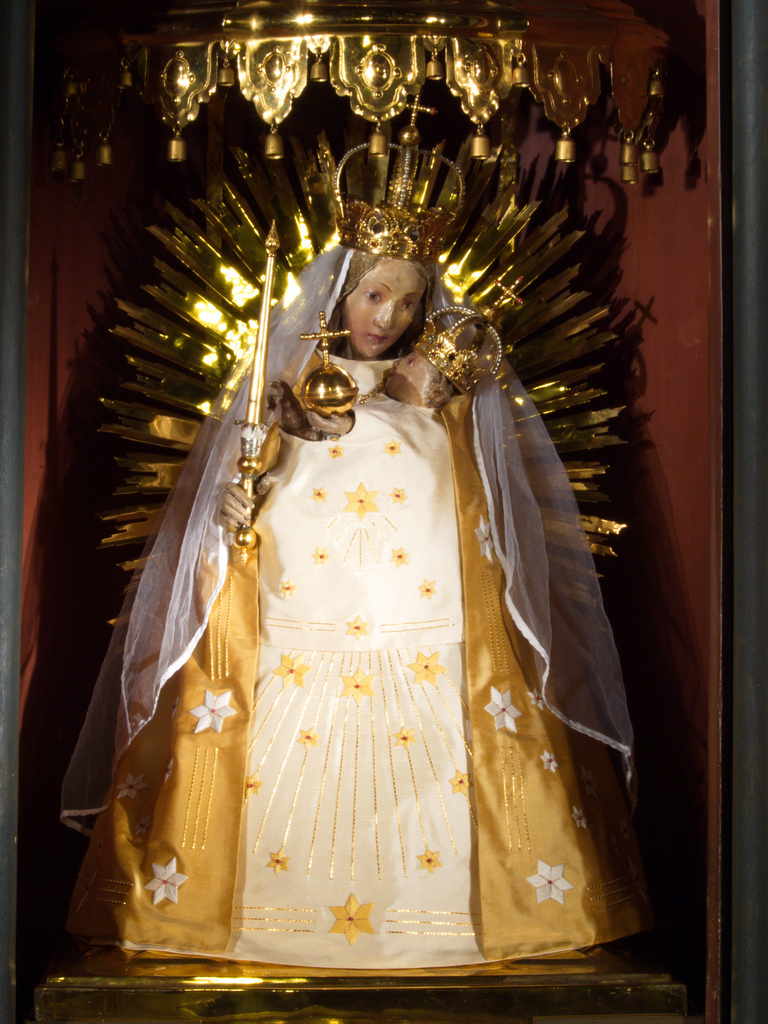
Das Gnadenbild aus dem 13. Jahrhundert

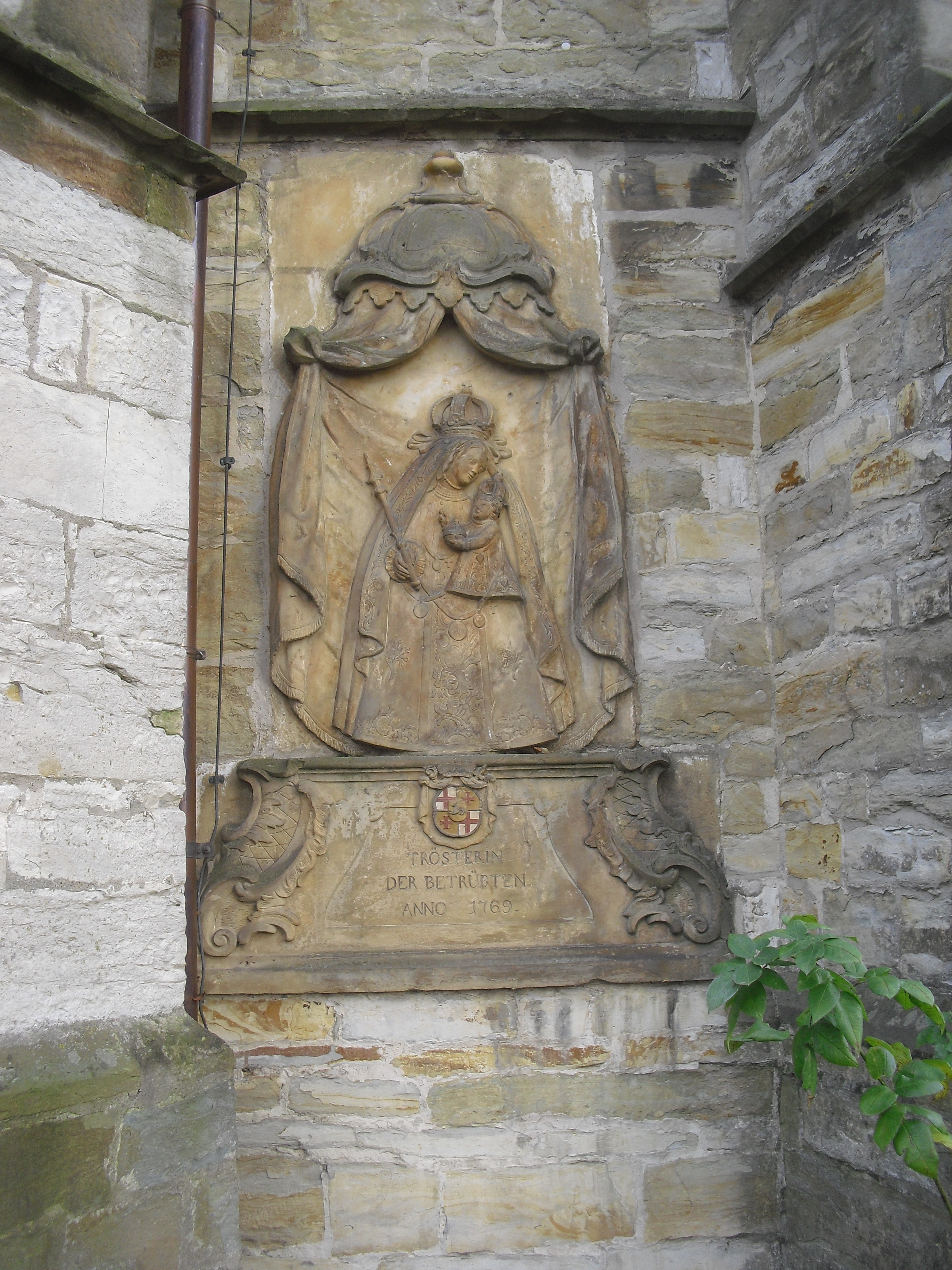
Relief des Gnadenbildes an der Außenseite des Chores

Die katholische Pfarrkirche St. Bartholomäus ist ein denkmalgeschütztes Kirchengebäude in Verne, einem Stadtteil von Salzkotten im Kreis Paderborn (Nordrhein-Westfalen).

## Geschichte und Architektur
Die kleine Gewölbebasilika vom 12. Jahrhundert wurde mehrfach verändert. Die ältere Baugeschichte ist in Teilen noch unklar. Das zweijochige Langhaus in auffällig schmal, der Chor ist quadratisch. Der Turm über der Mitte des querschiffartigen Westbaus ist achtseitig. An der Westseite wurde 1656 ein Säulenportal zugefügt. Nach dem Abbruch des südlichen Seitenschiffes im 18. Jahrhundert wurde das Gebäude zur Wallfahrtskirche in gotisierenden Formen erweitert. Die südliche Chorerweiterung wurde 1902 vorgenommen.

## Ausstattung
- Der Muttergottesaltar von 1670, darin befindet sich das Gnadenbild, eine stark überarbeitete Sitzmadonna von der zweiten Hälfte des 13. Jahrhunderts.
- Das Hochaltarbild, eine Kreuzigung von Johann Georg Rudolphi vom 17. Jahrhundert
- Ein Antependium mit einem Relief von der Geburt Christi von 1768
- Ein Rokoko-Gitteraufsatz
- Eine silberne Votivtafel der Familie von Asseburg von 1759
- Außen am Chor ist eine volkstümliche Darstellung des Gnadenbildes von 1769 angebracht.

## Glocken
Die Dreifaltigkeitsglocke ist als einzige historische Glocke erhalten geblieben. 1949 kamen drei Sonderbronzeglocken von Junker in Brilon, die aber eine verzogene Schlagtonlinie aufwiesen und 1981 durch die Glocken II-VI ausgetauscht wurden.
| Nr. | Patron/Name    | Nominal | Gewicht | Durchmesser | Gussjahr | Gießer                    | Ort        |
| --- | -------------- | ------- | ------- | ----------- | -------- | ------------------------- | ---------- |
| 1   | Dreifaltigkeit | e'-4    | 900 kg  | 1145 mm     | 1729     | Bernhard Wilhelm Stule    | Kirchturm  |
| 2   | Emanuel        | fis'-4  | 795 kg  | 1085 mm     | 1981     | Petit & Edelbrock Gescher | Kirchturm  |
| 3   | Maria          | gis'-5  | 540 kg  | 955 mm      | 1981     | Petit & Edelbrock Gescher | Kirchturm  |
| 4   | Bartholomäus   | a'-2    | 430 kg  | 855 mm      | 1981     | Petit & Edelbrock Gescher | Kirchturm  |
| 5   | Agatha         | h'-4    | 330 kg  | 815 mm      | 1981     | Petit & Edelbrock Gescher | Kirchturm  |
| 6   | Pilgerglocke   | cis''-3 | 240 kg  | 725 mm      | 1981     | Petit & Edelbrock Gescher | Kirchturm  |
| 7   | Kleppglocke    | h''     | 45 kg   | ?           | 1946     | Albert Junker Brilon      | Dachreiter |